# Geocodificación
Geocodificación es el proceso de asignar coordenadas geográficas (e.g. latitud-longitud) a puntos del mapa (direcciones, puntos de interés, etc.). Las coordenadas geográficas producidas pueden luego ser usadas para localizar el punto del mapa en un Sistema de Información Geográfica.
En geomática la geocodificación es el proceso de asignar geoidentificadores a elementos del territorio. Un geoidentificador es según OGC una estructura geométrica de localización. Esta estructura establece una función que relaciona la posición real de un objeto sobre el territorio geográfico (referencia espacial) con un sistema de referencia arbitrario.

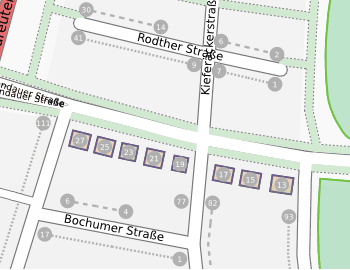
Geocodificación mediante SIG. Por un lado, existen unos números de policía conocidos y, por otro, líneas discontinuas entre esos números de portal presupuestos, las cuales representan los tramos en los cuales se aplica el método de interpolación.

## Interpolación de direcciones
Uno de los métodos más comunes para geocodificar direcciones es marcar ciertos números de cada calle, y asumir que las direcciones entre dos números marcados son equidistantes. Por ejemplo, si las coordenadas de la calle Juela 10 son (A,B), y las de la calle Juela 30 son (C,D), se usaría como coordenadas de la calle Juela 20 el punto medio, es decir, (A/2+C/2,B/2+D/2). 
La principal ventaja de este método es que es barato. Además, se pueden usar conjuntos de marcas (los puntos a partir de los cuales se interpolan los demás) con diferente granularidad (mayor, si se dispone de ellas, o menor, si el coste es importante). 
Este método presenta diferentes problemas: 
- En general, las calles suelen llevar los números pares e impares en lados opuestos, pero esto no es siempre así.
- Muchas calles (sobre todo en ciudades antiguas) no son rectas.
- En algunas ciudades, el mismo nombre es usado para una calle principal y sus perpendiculares.
- La interpolación asume que los números de la calle están equiespaciados, lo que típicamente es inexacto.
- La precisión de los sistemas de geocodificación suele referirse al porcentaje de respuestas, no al de respuestas válidas. Por ejemplo, un "99% match" significa que, de cada 100 llamadas a la función de geocodificación, 99 dan una respuesta. Esta respuesta puede ser completamente falsa.

Por estas razones, el uso de interpolación se restringe a aplicaciones no vitales (entrega de pizzas y semejantes), pero no a servicios como la policía, ambulancias, o los bomberos.

## Consecuencias de datos erróneamente geocodificados
Los datos incorrectos derivados de una mala codificación geográfica pueden traducirse en una interpretación errónea de estos cuando las ubicaciones se han convertido a coordenadas de latitud y longitud en las que no se puede confiar. 
Así por ejemplo, el experto en visualización Alberto Cairo describe cómo los datos parecían mostrar que los residentes de Kansas, consumían más pornografía en línea que otros estados de Estados Unidos.
Un examen más detallado reveló que las direcciones de protocolo de Internet (IP) de muchos usuarios de estos servicios no pudieron ser geocodificadas con precisión, quizás porque buscaban mantener su privacidad utilizando redes privadas virtuales (VPN) para disfrazar su ubicación.
Como resultado, las herramientas de codificación geográfica situaron automáticamente un gran número de usuarios en el centro geográfico de los EE. UU., el cual coincide con una granja en Kansas.
De igual manera, cuando los datos a escala global están mal codificados, estos se sitúan en la ficticia isla de Null Island, en la intersección del primer meridiano y el ecuador, donde las coordenadas de latitud y longitud son 0,0.